# جو ساندرز
جو ساندرز (بالإنجليزية: Joe Sanders)‏ هو عازف جاز وعازف بيانو أمريكي، ولد في 15 أكتوبر 1896، وتوفي في 14 مايو 1965.

## روابط خارجية
- جو ساندرز على موقع IMDb (الإنجليزية)
- جو ساندرز على موقع ميوزك برينز (الإنجليزية)
- جو ساندرز على موقع ديسكوغز (الإنجليزية)